# José Raúl Capablanca
José Raúl Capablanca y Graupera (ur. 19 listopada 1888 w Hawanie, zm. 8 marca 1942 w Nowym Jorku) – kubański szachista, trzeci mistrz świata w szachach (w latach 1921–1927).

## Życiorys
Urodził się w Hawanie w dosyć zamożnej rodzinie. Nauczył się grać w szachy w wieku czterech lat, obserwując grającego ojca. Mając 8 lat został członkiem klubu szachowego w Hawanie. W 1901 roku w wieku 12 lat pokonał w meczu mistrza Kuby. 
Rodzina pragnęła, by skupił się na swojej edukacji  i wysłała go do szkoły w Stanach Zjednoczonych.  Następnie podjął studia na wydziale technologii chemicznej w Columbia University w Nowym Jorku. Jednak studia przerwał w roku 1909, żeby poświęcić się szachom. W tymże roku rozegrał mecz z Frankiem Marshallem, wysoko pokonując amerykańskiego szachistę. 
Capablanca był tzw. cudownym dzieckiem. Jego błyskotliwa gra została szybko zauważona i doceniona. Do dzisiaj jest uważany za jednego z najbardziej utalentowanych szachistów w historii. Szczególnie doceniana jest jego sztuka gry pozycyjnej i rozgrywania końcówek. Oprócz szachów cenił również rozrywki takie jak baseball, lubił spędzać czas w towarzystwie innych. Jego ujmująca osobowość i niepospolity talent sprawiły, że w swojej ojczyźnie na Kubie był ogromnie popularny, zyskał też ogólnoświatowy rozgłos. 
Zmarł w Nowym Jorku w  wieku 54 lat wskutek wylewu krwi do mózgu.

## Kariera szachowa
W 1911 roku Capablanca dzięki poparciu Marshalla został dopuszczony do silnego turnieju w hiszpańskim San Sebastián. Został niespodziewanym zwycięzcą tego turnieju, wyprzedzając  o pół punktu Akibę Rubinsteina. Polski szachista był jedynym zawodnikiem, który w tym turnieju wygrał z Capablancą. W ciągu kilku następnych lat Capablanca zrobił oszałamiającą karierę. Z łatwością wygrywał mecze i zwyciężał  w turniejach. Stał się  więc naturalnym kandydatem do walki o tytuł mistrza świata. 
W całej karierze Capablanca przegrał w mniej niż pięćdziesięciu oficjalnych partiach. Pozostał niepokonany przez osiem kolejnych lat, od 10 lutego 1916 (porażka z Oscarem Chajesem na turnieju w Nowym Jorku) do 21 marca 1924 (porażka z Richardem Retim na turnieju w Nowym Jorku). 
W uznaniu jego zasług kubańskie władze w 1913 roku nagrodziły go stanowiskiem attaché handlowego w ministerstwie spraw zagranicznych. 
Capablanca twierdził, że szachy szybko „umrą na remis”. Przewidywał, że wybitni szachiści osiągną taki poziom znajomości gry, że ich partie zawsze będą kończyć się remisem. Do dzisiaj te prognozy nie spełniły się, chociaż objawy „remisowej śmierci” są widoczne w turniejach z udziałem najsilniejszych graczy.
Zaproponował własną odmianę szachów, nazwaną „szachami Capablanki”, w których gra się na szachownicy o rozmiarach 10 x 10 lub 10 x 8.
Według retrospektywnego systemu Chessmetrics najwyższy ranking osiągnął w maju 1921 r., z wynikiem 2877 punktów zajmował wówczas 1. miejsce na świecie.

### Capablanca jako mistrz świata
Tytuł mistrza świata Capablanca wywalczył w meczu z Emanuelem Laskerem, który w 1921 r., po 27 latach nieprzerwanego posiadania tego tytułu, zgodził się rozegrać z Capablancą mecz na jego terenie, w Hawanie. Rozegrano 14 partii, z których 10 zakończyło się remisem, a 4 wygrał Capablanca. Lasker popełnił w końcowej fazie meczu kilka dużych błędów i zdając sobie sprawę, że jest w słabej formie i strat nie odrobi, poddał cały mecz i natychmiast powrócił do Europy. 
Capablanca jako mistrz świata odnosił dalsze sukcesy w turniejach, ale jego opinię jako szachisty i mistrza świata umniejszał fakt, że odmawiał obrony tytułu mistrza, żądając bardzo wysokich wynagrodzeń (od organizatorów lub przeciwników) za rozegranie meczu. Praktyka ta została nazwana „Złotym Wałem”, którym mistrz odgradzał się od potencjalnych przeciwników żądaniami finansowymi. W 1922 roku skłonił swych potencjalnych rywali do podpisania tzw. „protokołu londyńskiego” z paragrafem głoszącym, że pretendent winien wnieść na fundusz meczowy sumę 10 000 dolarów. Skutecznie uniemożliwił walkę o tytuł mistrzowski takim szachistom jak Aron Nimzowitsch (nie zdołał zebrać żądanej kwoty) czy Akiba Rubinstein (uważany za najlepszego szachistę na świecie w okresie formalnego „panowania” Capablanki, nie miał szans na zebranie tej sumy). Ostatecznie żądaną sumę zdołał w 1927 r. zebrać Aleksander Alechin, który w rozegranym w Buenos Aires meczu, mimo problemów ze zdrowiem, pokonał Capablankę z wynikiem + 6, – 3, = 25. Następnie w swoisty sposób odegrał się na rywalu za jego długoletni proceder, kategorycznie odmawiając mu – mimo zabiegów Kubańczyka – meczu rewanżowego, chociaż z innymi szachistami o tytuł mistrzowski grywał.
Od roku 1962 rozgrywany jest w miastach kubańskich międzynarodowy turniej poświęcony pamięci Capablanki.
Jeszcze w roku 1936 Capablanka zwyciężył w dwóch turniejach: w Moskwie (przed Botwinnikiem) i w Nottingham (przed Euwe).

## Mecze Capablanki o mistrzostwo świata
| Rok                                                                | Przeciwnik | Wynik               |
| ------------------------------------------------------------------ | ---------- | ------------------- |
| 1921                                                               | Lasker     | wygrana (+4-0=10)   |
| 1927                                                               | Alechin    | przegrana (+3-6=25) |
| W nawiasach: liczba wygranych, przegranych i zremisowanych partii. |            |                     |